# José Miguel Vivanco
José Miguel Vivanco Inostroza (3 de enero de 1961) es un abogado chileno defensor de derechos humanos, exdirector de la División de las Américas de Human Rights Watch.

## Familia
Su padre, Tulio Vivanco, era abogado de la Pontificia Universidad Católica de Chile y su madre, Ana Inostroza, una dueña casa cercana a la Iglesia Católica. Tiene dos hermanas, él es el del medio.

## Biografía
Vivanco egresó del Liceo Manuel de Salas. Ingresó a la Universidad de Chile para estudiar derecho y posteriormente estudió una maestría en derecho en la Universidad de Harvard Estados Unidos. Tras graduarse, trabajó en la Comisión Interamericana de Derechos Humanos (CIDH) de la Organización de Estados Americanos (OEA), primero como asesor jurídico y luego como abogado. En 1990 fundó el Centro por la Justicia y el Derecho Internacional (Cejil por sus siglas en inglés), una organización no gubernamental que presenta denuncias de la región ante organismos internacionales de derechos humanos.
En 1994 Vivanco fue designado director de la División de las Américas de Human Rights Watch. También ha sido profesor adjunto de derecho en el Centro de Derecho de la Universidad de Georgetown y la Escuela de Estudios Internacionales Avanzados en la Universidad Johns Hopkins.